# WTA Finals 2018

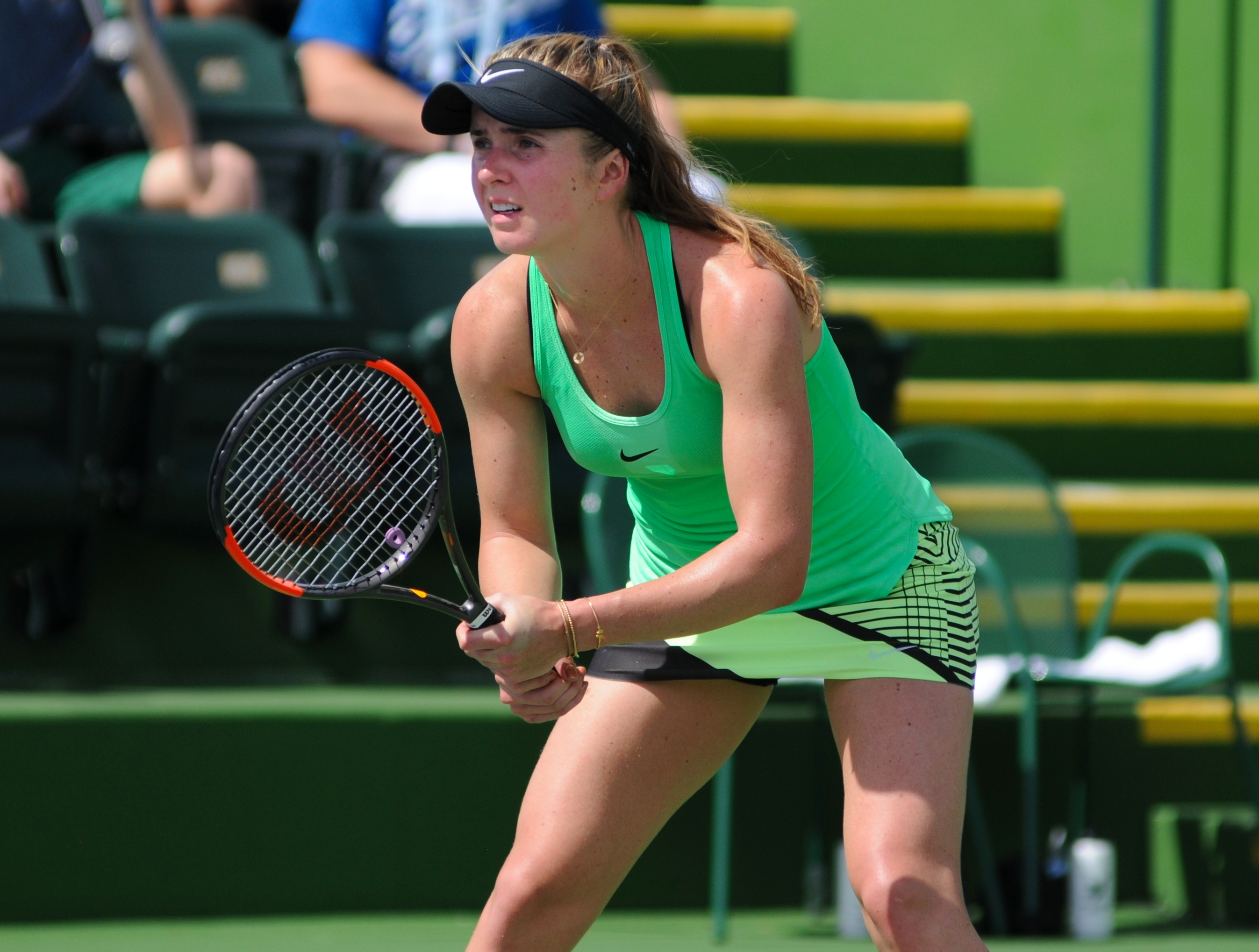
Winnares in het enkelspel, Elina Svitolina

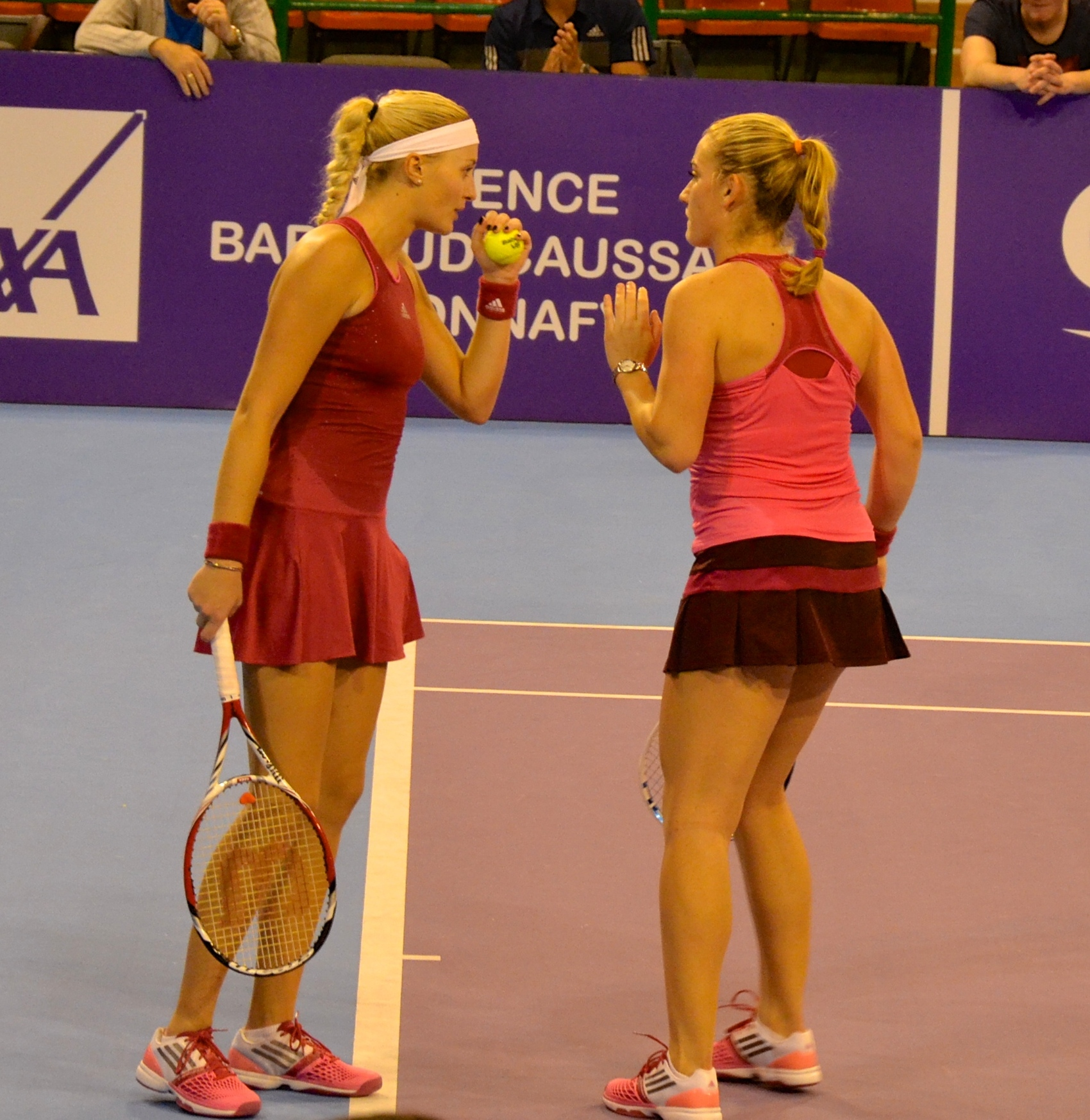
Winnaressen in het dubbelspel, Kristina Mladenovic (li) en Tímea Babos

Het eindejaarstoernooi WTA Finals van 2018 werd gespeeld van zondag 21 tot en met zondag 28 oktober 2018. Het tennistoernooi vond plaats in de stadstaat Singapore. Het was de 48e editie van het toernooi, voor de vijfde en laatste keer in Singapore. Er werd gespeeld op hardcourt-binnenbanen in het Singapore Indoor Stadium in Kallang.
Net als het vorige jaar werd het enkelspeltoernooi gespeeld met acht deelnemers, en het dubbelspeltoernooi met acht koppels. Evenals in 2017, 2016 en 2014 werd het enkelspeltoernooi gespeeld met een groepsfase, en het dubbelspeltoernooi met een reguliere eerste ronde met afvalwedstrijden. Geen enkele speelster nam zowel aan het enkel- als aan het dubbelspeltoernooi deel.
De aanvangsdatum viel, evenals het vorige jaar, op zondag. Daaraan voorafgaand werd het Future Stars-toernooi gespeeld, waarin 48 jonge speelsters uit 21 landen in de regio Azië/Pacific de strijd aanbonden in twee leeftijdscategorieën: onder 14 jaar en onder 16 jaar. Winnares bij de zestienjarigen werd de Japanse Ayu Ishibashi, die op zondag 21 oktober de finale won van de Australische Annerly Poulos.

## Toernooisamenvatting
Enkelspel
De nummer één van de wereldranglijst, Simona Halep, had zich voor het toernooi afgemeld, wegens een rugblessure.
Titelverdedigster Caroline Wozniacki was het tweede reekshoofd. In de groepsfase kon zij zich niet kwalificeren voor de halve finales.
De als eerste geplaatste Angelique Kerber wist evenmin aan de groepsfase te ontstijgen.
Het zesde reekshoofd, Elina Svitolina uit Oekraïne, won het toernooi. In de finale versloeg zij de als vijfde geplaatste Amerikaanse Sloane Stephens in drie sets. Svitolina wist voor het eerst in haar carrière het eindejaarskampioenschap op haar naam te schrijven. Het was haar veertiende WTA-titel, de vierde van 2018.
De Nederlandse Kiki Bertens, als achtste geplaatst, won tijdens de groepsfase van Angelique Kerber en van Naomi Osaka. In de halve finale werd zij uitgeschakeld door de latere winnares.
Dubbelspel
Titelverdedigsters Tímea Babos en Andrea Hlaváčková hadden zich dit jaar niet als team gekwalificeerd. Babos wist, samen met Kristina Mladenovic, haar titel te verlengen. Hlaváčková, inmiddels gehuwd en ingeschreven als Sestini-Hlaváčková, speelde samen met Barbora Strýcová – zij waren het derde reekshoofd, en bereikten de halve finale.
Het als tweede geplaatste duo Tímea Babos en Kristina Mladenovic won het toernooi. In de finale versloegen zij het als eerste geplaatste Tsjechische koppel Barbora Krejčíková en Kateřina Siniaková in twee sets. Het was hun zesde gezamenlijke titel. De Hongaarse Babos had daarnaast veertien eerdere dubbelspeltitels met andere partners; de Française Mladenovic ook veertien. De verliezend finalistes, Krejčíková en Siniaková, werden door hun finaleplaats wel de nummers een van de wereldranglijst.
Het Belgisch/Nederlands koppel Elise Mertens en Demi Schuurs was het vierde reekshoofd. Zij strandden in de eerste ronde.

## Enkelspel
Dit toernooi werd gespeeld van zondag 21 tot en met zondag 28 oktober 2018, met de groepsfase uitgespreid over zes dagen (21–26 oktober), de halve finales op 27 oktober en de finale op 28 oktober.
De acht deelneemsters vertegenwoordigden zeven verschillende landen: Denemarken, Duitsland, Japan, Nederland, Oekraïne, Tsjechië (2x) en de Verenigde Staten.

### Deelnemende speelsters
- Ranglijst per 22 oktober 2018.

| Nr. | Speelster          | rang | Groep† | Resultaat    | Verloor van                    |
| --- | ------------------ | ---- | ------ | ------------ | ------------------------------ |
| 1.  | Angelique Kerber   | 2    | rood   | groepsfase   | Bertens, Stephens              |
| 2.  | Caroline Wozniacki | 3    | wit    | groepsfase   | Plíšková, Svitolina            |
| 3.  | Naomi Osaka        | 4    | rood   | groepsfase   | Stephens, Kerber, Bertens      |
| 4.  | Petra Kvitová      | 5    | wit    | groepsfase   | Svitolina, Wozniacki, Plíšková |
| 5.  | Sloane Stephens    | 6    | rood   | finale       | Elina Svitolina                |
| 6.  | Elina Svitolina    | 7    | wit    | winnares     | winnares                       |
| 7.  | Karolína Plíšková  | 8    | wit    | halve finale | Sloane Stephens                |
| 8.  | Kiki Bertens       | 9    | rood   | halve finale | Elina Svitolina                |

Drie speelsters namen niet eerder deel aan de WTA Tour Championships
c.q. WTA Finals: Naomi Osaka, Sloane Stephens en Kiki Bertens.
Op de reservebank zaten Darja Kasatkina en Anastasija Sevastova – zij hoefden
niet in actie te komen.

### Prijzengeld en WTA-punten
| Resultaat                | Prijzengeld      | WTA-punten |
| ------------------------ | ---------------- | ---------- |
| winnares                 | R1 + $ 1.750.000 | R1 + 750   |
| finale                   | R1 + $ 590.000   | R1 + 330   |
| halve finale             | R1 + $ 40.000    | R1         |
| eerste ronde (3/3 zeges) | $ 610.000        | 750        |
| eerste ronde (2/3 zeges) | $ 457.000        | 625        |
| eerste ronde (1/3 zege)  | $ 304.000        | 500        |
| eerste ronde (0/3 zeges) | $ 151.000        | 375        |

- R1 = de opbrengst van de eerste ronde (groepswedstrijden).
- Haar foutloos parcours leverde de winnares $ 2.360.000
en 1500 punten op.

### Halve finale en finale
|  | halve finale | halve finale      | halve finale    | halve finale | halve finale |   |              | finale          | finale | finale | finale | finale |
|  |              |                   |                 |              |              |   |              |                 |        |        |        |        |
|  | 5            | Sloane Stephens   | 0               | 6            | 6            |   |              |                 |        |        |        |        |
|  | 7            | Karolína Plíšková | 6               | 4            | 1            |   |              |                 |        |        |        |        |
|  | 7            | Karolína Plíšková | 6               | 4            | 1            |   | 5            | Sloane Stephens | 6      | 2      | 2      |        |
|  |              |                   |                 |              |              |   | 5            | Sloane Stephens | 6      | 2      | 2      |        |
|  |              | 6                 | Elina Svitolina | 3            | 6            | 6 |              |                 |        |        |        |        |
|  | 8            | 6                 | Elina Svitolina | 3            | 6            | 6 | Kiki Bertens | 5               | 7      | 4      |        |        |
|  | 8            |                   |                 |              |              |   | Kiki Bertens | 5               | 7      | 4      |        |        |
|  | 6            | Elina Svitolina   | 7               | 65           | 6            |   |              |                 |        |        |        |        |

| Legenda | Legenda                  |
| ------- | ------------------------ |
| Q       | Qualifier                |
| WC      | Deelname via wildcard    |
| LL      | Lucky Loser              |
| r       | Opgave / trok zich terug |
| w/o     | Walk-over                |
| Alt     | Alternate                |
| SE      | Special Exempt           |
| PR      | Protected Ranking        |
| d       | Diskwalificatie          |

### Groepswedstrijden

#### Rode groep
Resultaten
| wedstrijd            | wedstrijd | wedstrijd            | score         |
| Sloane Stephens (5)  | –         | Naomi Osaka (3)      | 7-5, 4-6, 6-1 |
| Kiki Bertens (8)     | –         | Angelique Kerber (1) | 1-6, 6-3, 6-4 |
| Angelique Kerber (1) | –         | Naomi Osaka (3)      | 6-4, 5-7, 6-4 |
| Sloane Stephens (5)  | –         | Kiki Bertens (8)     | 7-6, 2-6, 6-3 |
| Kiki Bertens (8)     | –         | Naomi Osaka (3)      | 6-3, opg.     |
| Sloane Stephens (5)  | –         | Angelique Kerber (1) | 6-3, 6-3      |

Klassement
| nr. | speelster            | partijen w-v | sets w-v | games w-v |
| 1.  | Sloane Stephens (5)  | 3-0          | 6-2      | 44-33     |
| 2.  | Kiki Bertens (8)     | 2-1          | 5-3      | 28-28†    |
| 3.  | Angelique Kerber (1) | 1-2          | 3-5      | 36-40     |
| 4.  | Naomi Osaka (3)      | 0-3          | 2-6      | 27-34†    |

#### Witte groep
Resultaten
| wedstrijd              | wedstrijd | wedstrijd              | score         |
| Elina Svitolina (6)    | –         | Petra Kvitová (4)      | 6-3, 6-3      |
| Karolína Plíšková (7)  | –         | Caroline Wozniacki (2) | 6-2, 6-4      |
| Caroline Wozniacki (2) | –         | Petra Kvitová (4)      | 7-5, 3-6, 6-2 |
| Elina Svitolina (6)    | –         | Karolína Plíšková (7)  | 6-3, 2-6, 6-3 |
| Karolína Plíšková (7)  | –         | Petra Kvitová (4)      | 6-3, 6-4      |
| Elina Svitolina (6)    | –         | Caroline Wozniacki (2) | 5-7, 7-5, 6-3 |

Klassement
| nr. | speelster              | partijen w-v | sets w-v | games w-v |
| 1.  | Elina Svitolina (6)    | 3-0          | 6-2      | 44-33     |
| 2.  | Karolína Plíšková (7)  | 2-1          | 5-2      | 36-27     |
| 3.  | Caroline Wozniacki (2) | 1-2          | 3-5      | 37-43     |
| 4.  | Petra Kvitová (4)      | 0-3          | 1-6      | 26-40     |

## Dubbelspel
Eerste ronde op 26 en 27 oktober, halve finales op zaterdag 28 oktober; finale op zondag 29 oktober 2018.

### Deelnemende teams
- Ranglijst per 22 oktober 2018.

| Nr. | Team                                       | rang  | Resultaat    | Verloren van                               |
| --- | ------------------------------------------ | ----- | ------------ | ------------------------------------------ |
| 1.  | Barbora Krejčíková Kateřina Siniaková      | 1+1   | finale       | Tímea Babos Kristina Mladenovic            |
| 2.  | Tímea Babos Kristina Mladenovic            | 3+3   | winnaressen  | winnaressen                                |
| 3.  | Andrea Sestini-Hlaváčková Barbora Strýcová | 9+6   | halve finale | Barbora Krejčíková Kateřina Siniaková      |
| 4.  | Elise Mertens Demi Schuurs                 | 11+7  | eerste ronde | Ashleigh Barty Coco Vandeweghe             |
| 5.  | Gabriela Dabrowski Xu Yifan                | 10+12 | eerste ronde | Tímea Babos Kristina Mladenovic            |
| 6.  | Nicole Melichar Květa Peschke              | 15+13 | eerste ronde | Barbora Krejčíková Kateřina Siniaková      |
| 7.  | Ashleigh Barty Coco Vandeweghe             | 9+19  | halve finale | Tímea Babos Kristina Mladenovic            |
| 8.  | Andreja Klepač María José Martínez Sánchez | 17+17 | eerste ronde | Andrea Sestini-Hlaváčková Barbora Strýcová |

### Prijzengeld en WTA-punten
| Resultaat    | Prijzengeld (per team) | WTA- punten |
| ------------ | ---------------------- | ----------- |
| winnaressen  | $ 500.000              | 1500        |
| finale       | $ 260.000              | 1080        |
| halve finale | $ 157.500              | 750         |
| eerste ronde | $ 81.250               | 375         |

### Toernooischema
| Legenda | Legenda                  |
| ------- | ------------------------ |
| Q       | Qualifier                |
| WC      | Deelname via wildcard    |
| LL      | Lucky Loser              |
| r       | Opgave / trok zich terug |
| w/o     | Walk-over                |
| Alt     | Alternate                |
| SE      | Special Exempt           |
| PR      | Protected Ranking        |
| d       | Diskwalificatie          |

|  | eerste ronde | eerste ronde                               | eerste ronde                               | eerste ronde                    | eerste ronde |                                            |                                | halve finale | halve finale | halve finale | halve finale | halve finale |  |  | finale | finale                                | finale | finale | finale |
|  |              |                                            |                                            |                                 |              |                                            |                                |              |              |              |              |              |  |  |        |                                       |        |        |        |
|  | 1            | Barbora Krejčíková Kateřina Siniaková      | 6                                          | 6                               |              |                                            |                                |              |              |              |              |              |  |  |        |                                       |        |        |        |
|  |              | Nicole Melichar Květa Peschke              | 1                                          | 4                               |              |                                            |                                |              |              |              |              |              |  |  |        |                                       |        |        |        |
|  |              | Nicole Melichar Květa Peschke              | 1                                          | 4                               | 1            | Barbora Krejčíková Kateřina Siniaková      | 6                              | 6            |              |              |              |              |  |  |        |                                       |        |        |        |
|  |              |                                            |                                            |                                 |              | Barbora Krejčíková Kateřina Siniaková      | 6                              | 6            |              |              |              |              |  |  |        |                                       |        |        |        |
|  |              | 3                                          | Andrea Sestini-Hlaváčková Barbora Strýcová | 3                               | 2            |                                            |                                |              |              |              |              |              |  |  |        |                                       |        |        |        |
|  | 3            | 3                                          | Andrea Sestini-Hlaváčková Barbora Strýcová | 3                               | 2            | Andrea Sestini-Hlaváčková Barbora Strýcová | 6                              | 6            |              |              |              |              |  |  |        |                                       |        |        |        |
|  | 3            |                                            |                                            |                                 |              | Andrea Sestini-Hlaváčková Barbora Strýcová | 6                              | 6            |              |              |              |              |  |  |        |                                       |        |        |        |
|  |              | Andreja Klepač María José Martínez Sánchez | 1                                          | 2                               |              |                                            |                                |              |              |              |              |              |  |  |        |                                       |        |        |        |
|  |              |                                            |                                            |                                 |              |                                            |                                |              |              |              |              |              |  |  | 1      | Barbora Krejčíková Kateřina Siniaková | 4      | 5      |        |
|  |              |                                            | 2                                          | Tímea Babos Kristina Mladenovic | 6            | 7                                          |                                |              |              |              |              |              |  |  |        |                                       |        |        |        |
|  |              | Ashleigh Barty Coco Vandeweghe             | 6                                          | 6                               |              |                                            |                                |              |              |              |              |              |  |  |        |                                       |        |        |        |
|  | 4            | Elise Mertens Demi Schuurs                 | 1                                          | 4                               |              |                                            |                                |              |              |              |              |              |  |  |        |                                       |        |        |        |
|  | 4            | Elise Mertens Demi Schuurs                 | 1                                          | 4                               |              |                                            | Ashleigh Barty Coco Vandeweghe | 7            | 3            | [8]          |              |              |  |  |        |                                       |        |        |        |
|  |              |                                            |                                            |                                 |              |                                            | Ashleigh Barty Coco Vandeweghe | 7            | 3            | [8]          |              |              |  |  |        |                                       |        |        |        |
|  |              | 2                                          | Tímea Babos Kristina Mladenovic            | 65                              | 6            | [10]                                       |                                |              |              |              |              |              |  |  |        |                                       |        |        |        |
|  |              | 2                                          | Tímea Babos Kristina Mladenovic            | 65                              | 6            | [10]                                       | Gabriela Dabrowski Xu Yifan    | 0            | 2            |              |              |              |  |  |        |                                       |        |        |        |
|  |              |                                            |                                            |                                 |              |                                            | Gabriela Dabrowski Xu Yifan    | 0            | 2            |              |              |              |  |  |        |                                       |        |        |        |
|  | 2            | Tímea Babos Kristina Mladenovic            | 6                                          | 6                               |              |                                            |                                |              |              |              |              |              |  |  |        |                                       |        |        |        |